# Film choral
 (décembre 2020).
Si vous disposez d'ouvrages ou d'articles de référence ou si vous connaissez des sites web de qualité traitant du thème abordé ici, merci de compléter l'article en donnant les références utiles à sa vérifiabilité et en les liant à la section « Notes et références ».
Ne doit pas être confondu avec film musical ou film à sketches.
Le film choral est un genre cinématographique. En anglais "Hyperlink cinema". On parle aussi, plus rarement, de film mosaïque.
Le terme « film choral » fait référence de manière figurée au chœur musical. Il s'agit en effet de films où un nombre relativement important de personnages, sans que l'un d'eux semble plus important que les autres, s'entrecroisent, d'où l'utilisation fréquente du terme « destins croisés » pour les définir. Le film est alors caractérisé par plusieurs sous-intrigues liées aux différents personnages.

## Historique
Si cette forme narrative et expressive existe depuis longtemps (musique et littérature polyphonique, par exemple), l'adjectif « choral » au cinéma a été popularisé par certains films italiens (coralita), notamment Les Vitelloni (1953) de Federico Fellini, Dimanche d'août (1950) de Luciano Emmer, Ces demoiselles du téléphone (1955) de Gianni Franciolini.
Le réalisateur américain Joseph L. Mankiewicz exploite notamment cette technique dans deux de ses films : La Comtesse aux pieds nus, en 1954, mais aussi, et surtout, dans son chef-d'œuvre Ève, en 1950. Dans ce film, la figure énigmatique de la jeune Ève est évoquée au travers des regards de différents personnages, qui sont, chacun, le narrateur d'un des fragments de sa vie et de son ascension.
Les occurrences de films choraux avant les années 1990 sont plutôt rares, même si l'on peut souligner des films comme Les Uns et les Autres (1981) de Claude Lelouch, Nashville (1975) de Robert Altman ou encore American Graffiti (1973) de George Lucas. Robert Altman, avec Short Cuts, en 1993, a contribué à rendre le genre aussi populaire à partir des années 1990.
Le terme de film choral peut parfois être appliqué à certains films où le côté collectif prend une importance supérieure à la présence de personnages pourtant principaux au regard de l'histoire (par exemple L'Auberge espagnole, dont le titre même met en avant l'importance du collectif), mais il ne faut pas les confondre avec les films de groupe (Breakfast Club (1985) de John Hugues ou Little Miss Sunshine (2006) de Jonathan Dayton et Valerie Faris, par exemple). Ainsi, l'utilisation du terme de « film choral » est parfois contestée pour certains films (notamment dans les cas où il est possible de dégager un ou plusieurs personnages plus importants) et certains préfèrent parler d'un sous-genre seulement.

## Caractéristiques
Un film choral met en scène une multiplicité de personnages principaux, d'importance relativement égale (c'est notamment le cas dans Eve). Ces derniers évoluent dans diverses sous-intrigues, possédant un certain degré d'autonomie, mais pas aussi prononcé que dans un film à sketches. Il n'y a généralement pas d'intrigue globale, mais plutôt une série de sous-intrigues parallèles reliant les histoires entre elles. Ce qui alimente le récit, c'est la force et la diversité des sous-intrigues, qui se croisent à la manière de fils tissés dans une tapisserie.
De plus, ces différentes histoires doivent être unies par un lien d'ordre thématique, narratif, stylistique ou poétique. La majorité des films chorals prônent généralement la peinture des émotions par rapport à l'action et possèdent souvent une fin ouverte.
Les personnages peuvent être réunis à l'écran, au sein d'un groupe (par exemple Friends with Money ou Huit Femmes), ou peuvent se croiser sans forcément se connaître (par exemple Le Goût des autres), voire ne jamais se rencontrer dans le cas d'histoires parallèles (par exemple Babel).
Le nombre de personnages est varié : il peut se limiter à 3 ou 4 dans certains films de destins croisés ou s'étendre à plus d'une vingtaine. Un film choral peut en outre appartenir à d'autres genres très différents : drame (par exemple Amours chiennes), comédie (par exemple Le code a changé, Les Bronzés, Love Actually), de gangsters (par exemple Pulp Fiction), etc.
Dans la majorité des films chorals, chaque sous-intrigue est interrompue périodiquement pour alterner avec plusieurs autres. Le montage alterné, mais également le montage parallèle, occupent donc une place prépondérante dans la dynamique du film choral, puisque ce procédé s'étend généralement du début à la fin du film. Ce principe se retrouve également dans certaines séries télévisées, où les spectateurs suivent de nombreux personnages, impliqués dans de multiples intrigues, notamment Six Feet Under, Friends, Twin Peaks et Game of Thrones.
Certains réalisateurs s'en sont fait une spécialité, chacun à sa manière. C'est par exemple le cas de Robert Altman, Quentin Tarantino, Alejandro González Iñárritu, Alain Resnais, Agnès Jaoui, Danièle Thompson, Claude Lelouch, etc.